# ستیز (فیلم ۲۰۱۲)
ستیز (به هندی: Tezz)فیلمی محصول سال ۲۰۱۲ و به کارگردانی پریادارشان است. در این فیلم بازیگرانی همچون آنیل کاپور، اجی دیوگن، زاید خان، بومان ایرانی، کانگانا رانوت، سمیرا ردی، آویکا گور ایفای نقش کرده‌اند.

## داستان
یک مهاجر غیرقانونی به نام آکاش رانا(اجی دیوگن) سال‌ها پیش از انگلستان اخراج شده‌است او حالا به انگلستان بازگشته است. او برای انتقام و همچنین باج‌گیری یک بمب را در یک قطار کار می‌گذارد و…